# Peggy Guggenheim
(Peggy Guggenheim)
Marguerite Guggenheim, detta Peggy (New York, 26 agosto 1898 – Camposampiero, 23 dicembre 1979), è stata una collezionista d'arte e mecenate statunitense.
Era figlia di Benjamin Guggenheim e nipote di Solomon R. Guggenheim il quale avrebbe creato la omonima fondazione per la creazione di musei in giro per il mondo. Peggy Guggenheim raccolse una nota collezione d'arte moderna in Europa e in America e, dopo essersi trasferita nel 1949 a Venezia, la espose in un museo sul Canal Grande che porta il suo nome e che divenne poi una delle attrazioni più visitate della città.

## Biografia
Figlia di Benjamin Guggenheim e Florette Seligman, era nipote di Solomon R. Guggenheim, proprietario del Guggenheim Museum di New York. La famiglia Guggenheim (di antica origine ebraica e proveniente dalla Svizzera) aveva costruito la sua fortuna nell'estrazione dell'argento e del rame, e nell'industria dell'acciaio, mentre la famiglia della madre, i Seligman, erano importanti banchieri. Il padre morì quando lei aveva 14 anni nell'affondamento del Titanic, lasciando a Guggenheim un'eredità di 2,5 milioni di dollari statunitensi (circa 30 milioni in valuta attuale). Tale cifra, benché consistente, era comunque molto meno vasta rispetto alle ricchezze accumulate dai cugini. In questo periodo, Guggenheim intraprese un viaggio che la porterà dalle cascate del Niagara fino alla frontiera messicana.
Guggenheim cominciò a lavorare in una libreria di New York, la Sunswise Turn, e frequentò importanti circoli e salotti, dove conobbe molti intellettuali dell'epoca tra cui Laurence Vail, un pittore squattrinato del movimento dadaista. Entrò così nel mondo dell'avanguardia. Non ebbe mai un buon rapporto con la madre, a causa forse della sua movimentata vita sentimentale. Si sposò a Parigi nel 1922 con Laurence Vail e da lui ebbe due figli, un maschio (Sindbad) e una femmina (Pegeen Vail), quest'ultima con una forte predisposizione artistica. Grazie al marito, a Parigi iniziò a frequentare i salotti bohémien e strinse amicizie con i primi artisti dell'avanguardia europea, alcuni dei quali emigrati americani: Man Ray, per cui poserà, Constantin Brâncuși, e Marcel Duchamp.

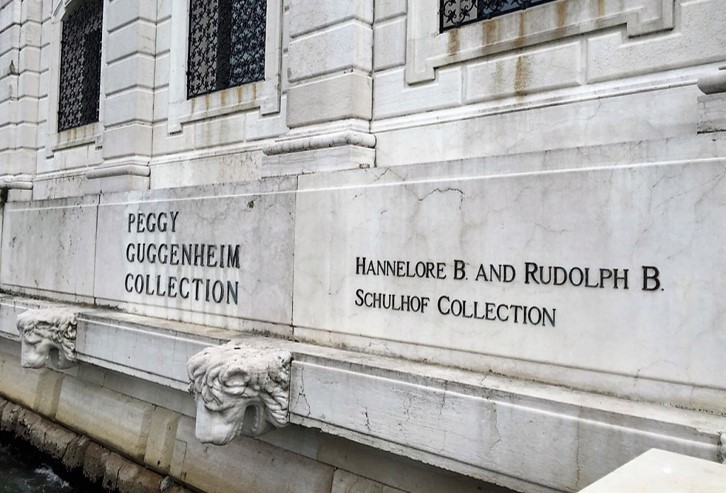
Fondazione Guggenheim Venezia

Strinse anche un forte legame con la pittrice Romaine Brooks e con la scrittrice Natalie Clifford Barney, nel cui salotto culturale, di cui fu un'assidua frequentatrice, incontrerà la scrittrice Djuna Barnes. Sarà protettrice della Barnes per il periodo di composizione del libro Nightwood. Dopo il divorzio da Vail nel 1928, la Guggenheim cominciò a vagare per l'Europa con i figli, tra Londra e Parigi.
Grande amore della sua vita fu l'intellettuale inglese John Holms, scrittore alcolizzato, conosciuto nel 1928 a Saint-Tropez, che morì tragicamente nel 1934, dopo una crisi cardiaca al termine di un intervento. Nel gennaio del 1938, a Londra, insieme a Jean Cocteau, inaugurò la galleria Guggenheim Jeune: fu la prima di una lunga serie di collezioni, che la renderanno negli anni la più importante sostenitrice dell'avanguardia europea.
Tra i vari artisti, all'epoca ancora sconosciuti, che esporranno a Londra si ricordano: Vasilij Kandinskji, Yves Tanguy ed altri artisti emergenti del panorama delle avanguardie europee. Erano già celebri Antoine Pevsner, Henry Moore, Henri Laurens, Alexander Calder, Raymond Duchamp-Villon, Constantin Brâncuși, Jean Arp, Max Ernst, Pablo Picasso, Georges Braque e Kurt Schwitters. Grazie a Samuel Beckett, che insistette per un suo interessamento all'arte contemporanea, e a Marcel Duchamp, che le insegnò "la differenza tra l'arte astratta e surrealista", Guggenheim si avvicinò a questo mondo. Dal 1939 Guggenheim decise di trasformare la sua semplice collezione londinese in un vero e proprio museo: incurante della guerra, decise di acquistare un grande numero di opere d'arte, tra cui spiccano i nomi di artisti come Francis Picabia, Pablo Picasso, Georges Braque, Salvador Dalí, Piet Mondrian, Fernand Léger e Constantin Brâncuşi.

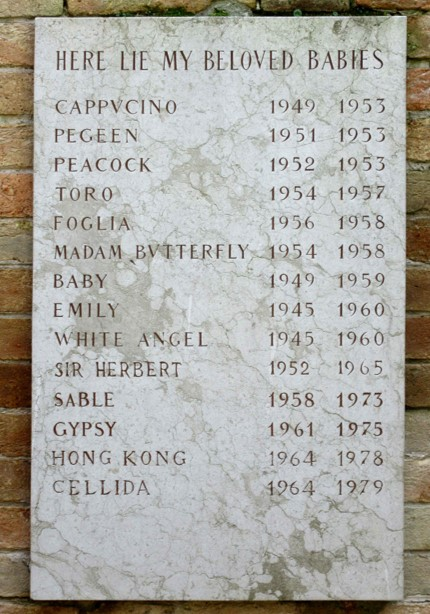
La lapide con i nomi dei cani di Peggy Guggenheim, accanto alla sua tomba

Con l'avanzata dell'esercito tedesco verso Parigi, il 13 luglio 1941 la collezionista decise di lasciare la città e tornare a New York, dove nel 1942 inaugurò la galleria Art of This Century. Tra gli artisti ancora sconosciuti nella collezione figura il nome di Jackson Pollock. Grazie all'attività di gallerista di Peggy, Pollock e altri artisti americani entrarono in contatto con l'avanguardia europea, in particolare con il surrealismo. Dal 1941 Guggenheim si sposò infatti col pittore surrealista Max Ernst. Il divorzio tra i due avvenne appena due anni dopo, nel 1943. L'anno successivo, per un breve periodo, accolse nella propria nuova residenza di Manhattan la pittrice Bridget Bate Tichenor. Con la fine del conflitto Guggenheim decise di tornare a Venezia, dove la sua collezione venne esposta per la prima volta alla XXIV edizione della Biennale d'arte nel 1948.

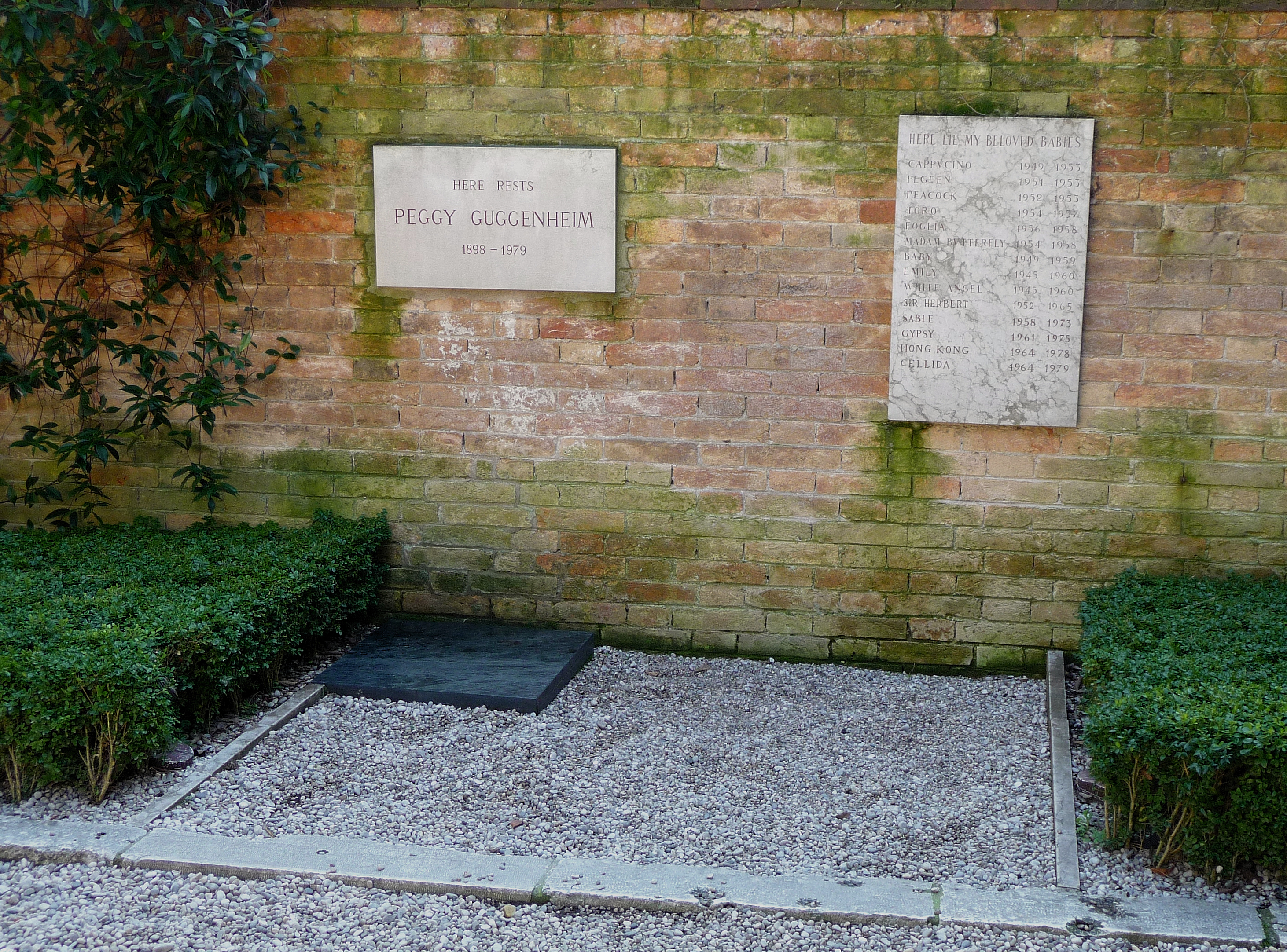
La lapide sulla tomba di Peggy Guggenheim e quella dei suoi cani

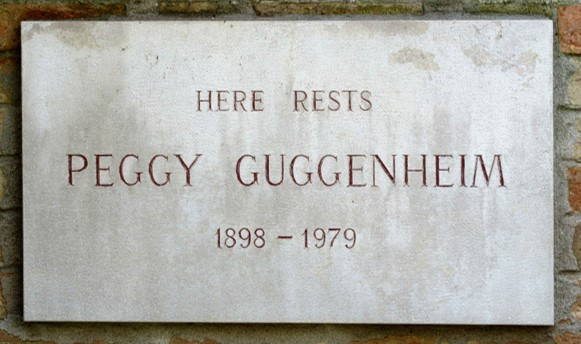

Nel 1948 acquistò Palazzo Venier dei Leoni sul Canal Grande, dove trasferì definitivamente la sua collezione, che dal 1949 venne aperta al pubblico come Collezione Peggy Guggenheim. L'eccezionale acqua alta che il 4 novembre 1966 sommerse Venezia non creò alcun danno alla sua collezione, già impacchettata e pronta per essere spedita a Stoccolma per una mostra. Le uniche stanze allagate di Palazzo Venier furono quelle del seminterrato. Nel 1969 le opere della collezione di Guggenheim vennero esposte al Guggenheim Museum di New York, e nel 1976 alla Galleria Civica d'Arte Moderna e Contemporanea di Torino da Ezio Gribaudo.
In seguito Guggenheim decise di donare Palazzo Venier dei Leoni e l'intera collezione alla Fondazione Solomon Guggenheim dopo che la stessa collezione, proposta in donazione al Comune di Venezia, fu rifiutata. Guggenheim passò l'intera esistenza aiutando nuovi artisti emergenti, tra cui Edmondo Bacci e Tancredi Parmeggiani. Morì il 23 dicembre 1979, all'età di 81 anni. Le sue ceneri riposano nell'angolo del giardino di Palazzo Venier dei Leoni dove Guggenheim aveva seppellito anche i suoi numerosi amati cani. La Collezione Peggy Guggenheim di Venezia è uno dei più importanti musei italiani sull'arte europea e americana della prima metà del XX secolo: abbraccia opere che vanno dal Cubismo al Surrealismo e all'Espressionismo.

## Omaggi
- A Peggy Guggenheim è stata dedicata a Venezia nel 2008 la mostra Poi arrivò Peggy in onore del 60º anniversario dell'arrivo della collezionista nella città veneta.
- La vita di Peggy Guggenheim è stata celebrata in una storia Disney edita nel 2012 su Topolino chiamata Peggy Duckenheim e le tovaglie astratte (testi di Roberto Gagnor, disegni di Paolo de Lorenzi).[2]

## Nella cultura di massa
- Nel 2003 la scrittrice Sabina Colloredo ha pubblicato un breve romanzo biografico per ragazzi a lei dedicato e dal titolo Un'ereditiera ribelle. Vita e avventure di Peggy Guggenheim, edito da EL (Trieste), ambientato fra New York, Parigi, Londra e Venezia.
- Nel 2024 è stato pubblicato da Garzanti il libro di Rebecca Gofrey con Leslie Jamison "La principessa d'argento. La saga dei Guggenheim" che ripercorre tutta la vita di Peggy e delle sorelle a partire dalla perdita del padre sul Titanic.